# Dravida Munnetra Kazhagam

Parteiflagge der DMK

Wahlsymbol der DMK in Tamil Nadu

Dravida Munnetra Kazhagam (DMK) (Tamil திராவிட முன்னேற்றக் கழகம் Tirāviṭa Muṉṉēṟṟak Kaḻakam [ˈd̪raːʋiɖə ˈmunːeːtːrə ˈkːaɻəɦʌm], „Dravidischer Fortschrittsbund“) ist eine Regionalpartei im südindischen Bundesstaat Tamil Nadu. Ursprünglich kämpfte sie für einen unabhängigen Tamilenstaat, heute beschränken sich ihre Forderungen aber auf die Bewahrung der besonderen tamilischen Identität und Kultur innerhalb der indischen Nation. Soziale Gerechtigkeit und die Überwindung des von Brahmanen dominierten Kastensystems stellen ebenfalls zentrale Konzepte der DMK dar.

## Geschichte
Die DMK entstand aus der Dravidar Kazhagam (DK), einer politischen Vereinigung, die sich während der britischen Kolonialherrschaft mit dem Ziel der Schaffung eines unabhängigen Dravidenstaates auf dem Boden Südindiens und der Überwindung des aus Sicht der Dravidischen Bewegung vom indoarischen Norden aufgezwungenen, stark hierarchisch geprägten Gesellschaftssystems gegründet hatte. Nach der Unabhängigkeit Indiens wurde innerhalb der Dravidar Kazhagam die Forderung laut, die Vereinigung in eine politische Partei umzuwandeln, die sich an Wahlen beteiligen sollte, wogegen sich der DK-Führer E. V. Ramasami (Periyar) jedoch widersetzte. Zudem hielten viele der vorwiegend tamilischen DK-Anhänger die Schaffung eines einheitlichen Dravidenstaates für nicht umsetzbar und verlegten sich zunehmend auf einen unabhängigen Tamilenstaat.
C. N. Annadurai, einer der Hauptgegner Periyars, gründete am 17. September 1949 mit seinen Anhängern die DMK als politische Partei. Nachdem der Bundesstaat Madras 1956 nach den Sprachgrenzen des Tamil neu geordnet worden war, stieg die DMK zu dessen wichtigster Oppositionspartei auf. Gleichzeitig war mit der Schaffung eines tamilischen Staates, wenn auch innerhalb Indiens, eines der Hauptanliegen der DMK erfüllt worden. Anstelle eines unabhängigen Staates strebte die Partei nun vor allem die Bewahrung der tamilischen Identität und Kultur an. Dieses Anliegen erhielt durch das Vorhaben der indischen Zentralregierung, das indoarische Hindi als alleinige Amtssprache einzuführen, zusätzlichen Aufwind. Die von der DMK in Madras organisierte Anti-Hindi-Bewegung der 1960er Jahre ist bis heute beispiellos in Indien.
1967 konnte die Partei in den Wahlen zum Regionalparlament einen deutlichen Sieg über die Kongresspartei erringen. C. N. Annadurai wurde als Chief Minister vereidigt. Noch im gleichen Jahr verfügte er die Umbenennung von Madras in Tamil Nadu („Land der Tamilen“). Ein entsprechendes Gesetz trat nach Zustimmung der Zentralregierung am 14. Januar 1969 in Kraft. Nach dem Tode Annadurais im Jahre 1969 übernahm M. Karunanidhi den Parteivorsitz sowie das Amt des Chief Ministers. Innere Auseinandersetzungen über seine Parteipolitik führten 1972 zur Abspaltung der AIADMK (All India Anna Dravida Munnetra Kazhagam; „Anna“ steht für Annadurai), die 1977 ihre Mutterpartei überflügeln konnte. Erst 1987 gelang der DMK wieder ein Wahlsieg. Seitdem stellte sie im Wechsel mit der AIADMK die Regierungen Tamil Nadus.
1994 spaltete sich die MDMK (Marumalarchi Dravida Munnetra Kazhagam) von der DMK ab.

## Abschneiden bei den Parlamentswahlen in Tamil Nadu
Aus den 13 Parlamentswahlen im Bundesstaat Tamil Nadu (bis 1969 Madras) seit ihrer ersten Teilnahme 1957 ging die DMK fünfmal (1967, 1971, 1989, 1996 und 2006) als stärkste Partei hervor, davon viermal (1967, 1971, 1989 und 1996) mit absoluter Mehrheit. Im Einzelnen sind die Wahlergebnisse wie folgt:
| Jahr  | Stimmenanteil | Sitze gewonnen | Sitze angetreten | Sitze gesamt |
| ----- | ------------- | -------------- | ---------------- | ------------ |
| 1957a | 14,6 %        | 15             | 112              | 205          |
| 1962  | 27,1 %        | 50             | 143              | 206          |
| 1967  | 40,7 %        | 137            | 174              | 234          |
| 1971  | 48,6 %        | 184            | 203              | 234          |
| 1977  | 24,9 %        | 48             | 230              | 234          |
| 1980  | 22,1 %        | 37             | 112              | 234          |
| 1984  | 29,3 %        | 24             | 167              | 234          |
| 1989  | 33,2 %        | 150            | 202              | 234          |
| 1991  | 22,5 %        | 2              | 176              | 234          |
| 1996  | 42,1 %        | 173            | 182              | 234          |
| 2001  | 30,9 %        | 31             | 183              | 234          |
| 2006  | 26,5 %        | 96             | 132              | 234          |
| 2011  | 22,4 %        | 23             | 124              | 234          |

a) 1957 war die DMK noch nicht offiziell als Partei anerkannt. Die DMK-Kandidaten nahmen nominell als Unabhängige an der Wahl teil.

## Liste der DMK-geführten Regierungen in Tamil Nadu
| Chief Minister       | Beginn der Amtszeit | Ende der Amtszeit |           |
| -------------------- | ------------------- | ----------------- | --------- |
| C. N. Annadurai      | 6. März 1967        | 3. Februar 1969   | Wahl      |
| V. R. Nedunchezhiyan | 3. Februar 1969     | 10. Februar 1969  | Interim   |
| M. Karunanidhi       | 10. Februar 1969    | 4. Januar 1971    | Ernennung |
| M. Karunanidhi       | 15. März 1971       | 31. Januar 1976   | Wahl      |
| M. Karunanidhi       | 27. Januar 1989     | 30. Januar 1991   | Wahl      |
| M. Karunanidhi       | 13. Mai 1996        | 13. Mai 2001      | Wahl      |
| M. Karunanidhi       | 13. Mai 2006        | 15. Mai 2011      | Wahl      |